# دانيال موريس مونرو
دانيال موريس مونرو (بالإنجليزية: Daniel Morris Monroe)‏ هو رسام توضيحي أمريكي، ولد في 12 يوليو 1964.